# Razorlight (álbum)
Razorlight es el segundo álbum de la banda inglesa Razorlight. Fue lanzado al mercado en julio de 2006. La banda debutó en los primeros lugares de las listas de popularidad inglesas con el primer sencillo America.
A pesar de su popularidad, el álbum fue nominado a los premios NME como peor álbum, pero al final el premio se lo llevó Rudebox de Robbie Williams.

## Lista de canciones[2]
1. "In the Morning" (Johnny Borrell, Razorlight) – 3:40
2. "Who Needs Love?" (Borrell, Razorlight) – 3:30
3. "Hold On" (Borrell, Razorlight) – 3:24
4. "America" (Borrell, Andy Burrows, Razorlight) – 4:10
5. "Before I Fall to Pieces" (Borrell, Burrows, Razorlight) – 3:21
6. "I Can't Stop This Feeling I've Got" (Borrell, Björn Ågren, Razorlight) – 3:26
7. "Pop Song 2006" (Borrell, Razorlight) – 2:41
8. "Kirby's House" (Borrell, Razorlight) – 2:50
9. "Back to the Start" (Borrell, Razorlight) – 3:12
10. "Los Angeles Waltz" (Borrell, Razorlight) – 4:40
11. "Keep the Right Profile" (Borrell, Razorlight) - 3:28 (iTunes Store bonus track)

## Posicionamiento en Listas
| Lista (1986)                      | Máxima posición |
| --------------------------------- | --------------- |
| Alemania (Offizielle Top 100)     | 39              |
| Australia (ARIA)                  | 71              |
| Austria (Ö3 Austria)              | 62              |
| Bélgica (Ultratop flamenca)       | 64              |
| Bélgica (Ultratop valona)         | 90              |
| Dinamarca (Hitlisten)             | 29              |
| Estados Unidos (Billboard 200)    | 180             |
| Francia (SNEP)                    | 34              |
| Irlanda (IRMA)                    | 2               |
| Nueva Zelanda (Recorded Music NZ) | 33              |
| Países Bajos (Album Top 100)      | 39              |
| Reino Unido (UK Albums Chart)     | 1               |